# محمد تقي الشيرازي
آيَةُ اللّه الشَيخ المِيرزا مُحَمَدْ تَقِي بِن المِيرزا مُحِبْ عَلِي بِن المِيرزا مُحَمَدْ عَلّي المشهور بـگُلشن الشِيرازي الحَائِري والمِيرزا الثَانِي والمِيرزا الصَغِيرْ (بالفارسية: محمدتقی شیرازی) (1840 - 1920). هو عالم دين ومَرجع تَقلِيدْ فِقهي أصولي شيعي إثني عشري. ولد في مدينة شيراز بجنوب إيران، وهاجر في شبابه إلى العراق، وتحديداً إلى مدينة كربلاء، كما سكن لفترة في مدينة سامراء، وقد استلم الزعامة الدينية بعد وفاة أستاذه المَرجع محمد حسن الشيرازي سنة 1895، وأصبح مرجعًا مطلقًا للشيعة بعد وفاة المَرجع محمد كاظم اليزدي عام 1919، اِشتهر بفَتواه ضد الاحتلال البريطاني للعراق أثناء ثورة العشرين التي تَزَعَمُها، إذ يَعُد مِن أهمُ الشَخصيات المؤثرة في تاريخ الشيعة مطلع القرن العشرين وفي تاريخ العراق الحديث.

## حياته ودراسته
ولد في شيراز عام 1256 هجري، حوالي 1840 ميلادي، من أسرة دينية شيعية أصولية، ومن ثم رحل إلى كربلاء عام 1271 هجري، يوافقه 1855 ميلادي، لغرض الدراسة الدينية، فقد درس العلوم الحوزوية عند محمد حسين الأردكاني وعلي تقي الطباطبائي الحائري وزين العابدين المازنداني في كربلاء، وعلى محمد حسن الشيرازي في سامراء، عندما التحق إليها في 1291هـ، والذي عُينَ خلفًا له بعد وفاته بالأولوية في الوظائف الدينية من إفتاء وتدرس العلماء، وتخرج على يده جُّلة من العلماء، منهم: آغا بزرك الطهراني وعبد الكريم الجزائري ومحمد جواد البلاغي وحسين الطباطبائي القمي وجمال الدين الكلبايكاني ومحمد كاظم الشيرازي ومحمد علي الشاه آبادي وشهاب الدين المرعشي النجفي.
خلف الميرزا محمد تقي ثلاث أبناء وهم: محمد رضا، وعبد الحسين، ومحمد حسن.
كما يَعُد عمه حبيب الله القاآني من كِبار شُعراء إيران في العهد القاجاري.

## فتاويه ودوره في ثورة العشرين
بعد انطلاق ثورة العشرين في الرميثة ضد الحامية البريطانية على العراق، من قبل شعلان أبو الجون شيخ الظوالم، أخذت العشائر العراقية في الفرات الأوسط تتشجع على محاربة القوات الإنجليزية، فهبت ثورة كبرى ضد البريطانيون وصارت تنتشر في أرجاء البلاد، هنا ذهبت تتجمهر حشود من الناس إلى المرجع الأعلى في كربلاء المتمثلة حينذاك بسماحة محمد تقي الشيرازي لمعرفة الرأي الديني إذا ما قَرر العلماء شرعية بدأ الثورة، عندها اطلق المرجع الشيرازي فتواه الشهيرة: 
 الفتوى التي أعطت الشرعية لقيام الثورة، وجعلتها ذات طابع ديني، فكانت الانطلاقة الفعلية لها، وأخذ الناس على عاتقهم الشرعي القيام بمحاربة القوات المستعمرة ومساندة الثورة القائمة، وتحولت إلى شرارة كبيرة عمّت أرجاء العراق.

وأذن لهم ذلك بعد اجتماع عقد في داره قال فيه لكبار الثائرين: 

واطلق فتوى أخرى في تأييد المقاومة المتصاعدة ضد المحتلين: 

وسبق وإن أفتى سماحته في الأول من مارس 1920 بتحريم التعامل مع البريطانيين في كتاب إلى جعفر أبو التمن: 

إضافة إلى فتاوى أخرى منها: فتواه ضد الحركات الإستعمارية في المنطقة، ومنها حين أراد الإنجليز إجبار العراقيين يبينون على انتخاب السير بيرسي كوكس المندوب السامي البريطاني ليكون رئيساً لحكومة العراق عام 1919، أثناء استفتاء النجف. فأصدر الشيرازي فتواه رداً على ذلك: 

وفتواه التي أصدوها السيد محمد تقي سنة 1914، وذلك بعد اعتداءات قوات الروس في شمال إيران وارتكاب المجازر بحق الأحرار الإيرانيين، فأعلن: 
 وقد أعلن الجهاد أيضاً مع بقية العلماء وكبار مراجع العراق ضد اعتداءات دول الحلفاء على الأراضي العثمانية، وكان ذلك في بداية الحرب العالمية الأولى.

## أعماله ونشاطه
- أرسال كتاباً مشتركاً هو وعدد من علماء حوزة النجف وبعثه إلى حاكم الحجاز الحسين بن علي شريف مكة، مطالباً إياه دعم العراقيين ضد اعتداءات المتجاوزين.
- أرسال كتابأ آخر إلى الأمير فيصل الأول في دمشق طلب منه دعم مطالب الشعب العراقي، ونشر ظلامية العراقيين إلى الصحافة الحرة في كل أنحاء العالم، وإظهارها صريحة إلى الحكومات الأوربية والأمريكية للحصول على مقاصد الشعب العراقي العالية.
- إنشاء جمعية إسلامية في كربلاء للوقوف ضد حركات القوات البريطانية في البلاد، والتي سرعان ما انكشف أمرها ونفي أعضائها إلى الهند.[8]

## مؤلفات

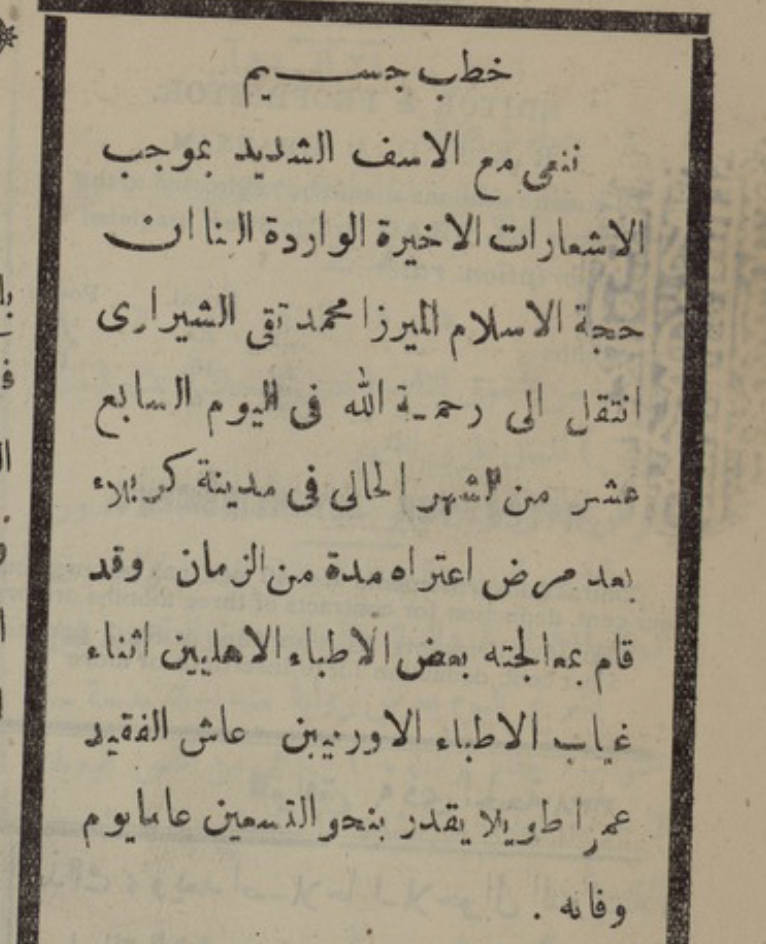
جريدة العراق - 23 آب 1920 - خبر وفاة محمد تقي الشيرازي

كتب محمد تقي الشيرازي عدداً من الكتب، ومنها:
- حاشية على المكاسب في الفقه للشيخ الأنصاري.
- رسالة في أحكام الخلل.
- القصائد الفاخرة في مدح العترة الطاهرة.
- رسالة في صلاة الجمعة.
- شرح منظومة السيد صدر الدين العاملي في الرضاع.[9]
- ديوان شعره بالفارسية وأكثر أشعاره في مدح ورثاء أهل البيت، وكان يتخلص في آخر أشعاره بـ'گلشن'والتي تعني 'حديقة الأزهار' في اللغة الفارسية.[3]

## وفاته وقبره
توفي محمد تقي الشيرازي في كربلاء يوم الجمعة المصادف 3 ذي الحجة سنة 1338هـ، 17 أغسطس 1920م، عن عمر ناهز الثمانين، قيل أثر دس السُم له، وصلى عليه الشيخ فتح الله الأصفهاني في تشييع كبير، ودفن في الزاوية الجنوبية للصحن الحسيني.